# مزدآباد بالا
مزدآباد بالا، روستایی از توابع بخش مرکزی شهرستان اردستان در استان اصفهان ایران است.

## جمعیت
این روستا در دهستان کچو قرار دارد و براساس سرشماری مرکز آمار ایران در سال ۱۳۸۵، جمعیت آن ۶۲ نفر (۱۸خانوار) بوده‌است.